# Museum Reinhard Ernst
Das Museum Reinhard Ernst, abgekürzt mre, ist ein Museum für abstrakte Kunst in Wiesbaden. Es wurde am 23. Juni 2024 eröffnet. Trägerin ist die Reinhard & Sonja Ernst-Stiftung. Seit dem 1. Dezember 2021 leitet der Kunsthistoriker Oliver Kornhoff das Museum als Gründungsdirektor.

## Museum

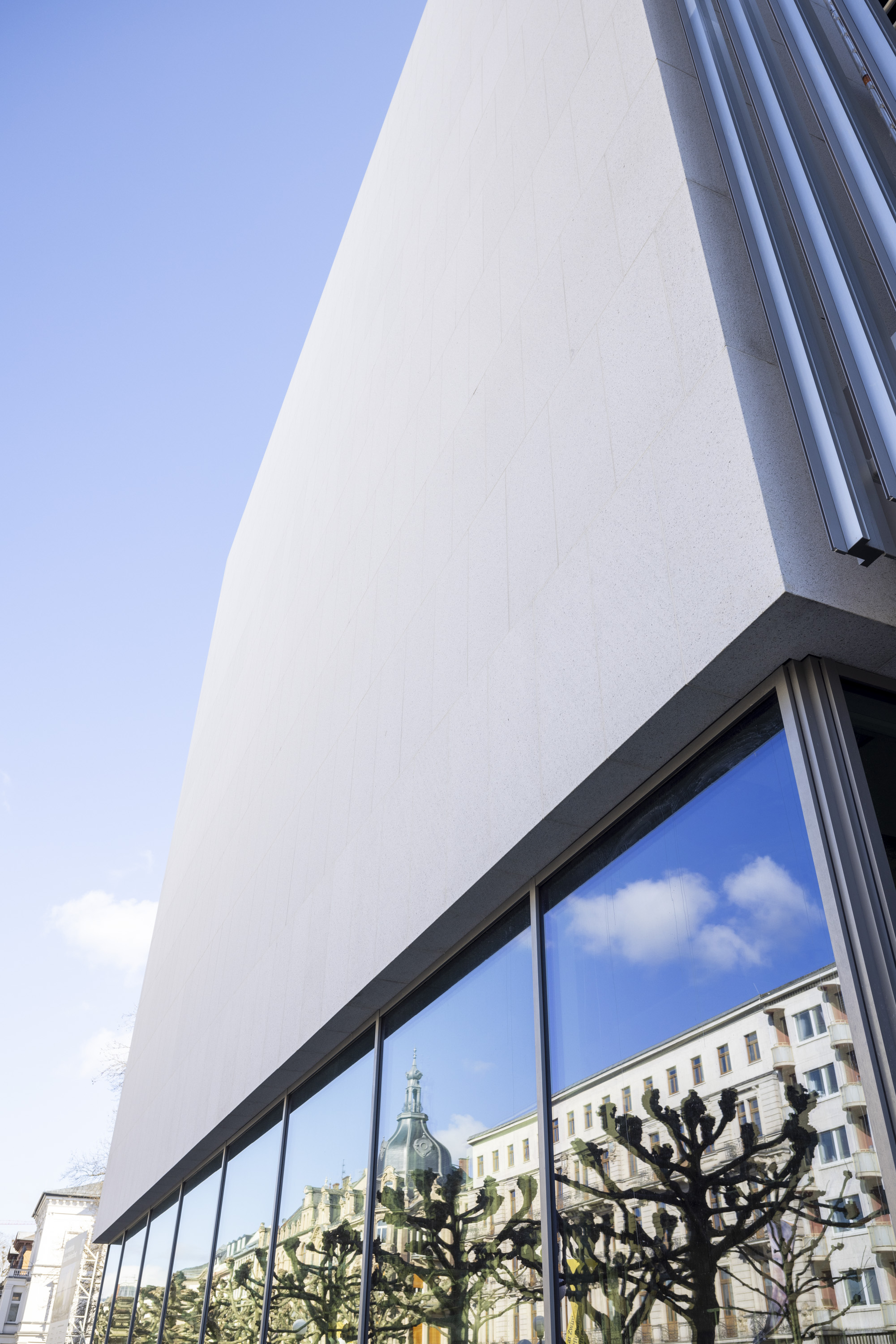
Das Museum Reinhard Ernst (mre) in Wiesbaden. (2023)

Das Museum, dessen Eröffnung in der Wilhelmstraße 1 im Stadtzentrum von Wiesbaden ursprünglich für 2023 geplant war, zeigt auf vier Ebenen die private Sammlung abstrakter Kunst des Wiesbadener Unternehmers und Stifters Reinhard Ernst sowie Sonderausstellungen. Das Museum ist Ergebnis eines 2010 begonnenen Planungsprozesses sowie der langjährigen Freundschaft zwischen Reinhard Ernst und dem japanischen Architekten und Pritzker-Preisträger Fumihiko Maki (1928–2024). Maki ist am 6. Juni 2024, wenige Tage vor Eröffnung des Museums, gestorben. Das Museum erstreckt sich über eine Gesamtfläche von 9700 m², wobei die Ausstellungsfläche über 2500 m² beträgt. Auf zwei Etagen werden ausgewählte Werke aus der mehr als 960 Stücke umfassenden Sammlung Reinhard Ernst präsentiert. Die Baukosten für das leuchtend weiße, würfelförmige Gebäude mit seinem zentralen Atrium beliefen sich auf mehr als 80 Millionen Euro.
2016 schlug die Reinhard & Sonja Ernst-Stiftung der Stadt Wiesbaden vor, aus eigenen Mitteln ein Museum zu errichten und zu betreiben. Auf Basis eines Bürgerbeteiligungsverfahrens wurde mit breiter, parteiübergreifender Zustimmung ein in zentraler Lage gelegenes Grundstück für 99 Jahre an die Stiftung verpachtet. Während dieses Zeitraums ist die Stiftung für den Bau und Unterhalt des Gebäudes und die Finanzierung des Museumsbetriebs zuständig.

## Sammlung Reinhard Ernst
Die Sammlung abstrakter Kunst, die der Wiesbadener Unternehmer Reinhard Ernst seit den 1980er Jahren aufgebaut hat, umfasst Stand 2024 über 960 Werke. Da er die Sammlung der Öffentlichkeit zugänglich machen wollte, entstand die Idee eines Museums für abstrakte Kunst, in dem Werke aus der „Sammlung Reinhard Ernst“ sowie – je nach Themenschwerpunkt der Ausstellung – Leihgaben aus anderen Museen zu sehen sein werden.
Die Schwerpunkte der Sammlung liegen im Bereich der abstrakten deutschen und europäischen Nachkriegskunst, abstrakter japanischer Kunst und des amerikanischen abstrakten Expressionismus. Darüber hinaus ergänzen zeitgenössische Positionen die Sammlung, u. a. speziell für das Museum angefertigte Auftragsarbeiten von MadC, Tony Cragg, Katharina Grosse, Karl-Martin Hartmann und Bettina Pousttchi.

## Architektur

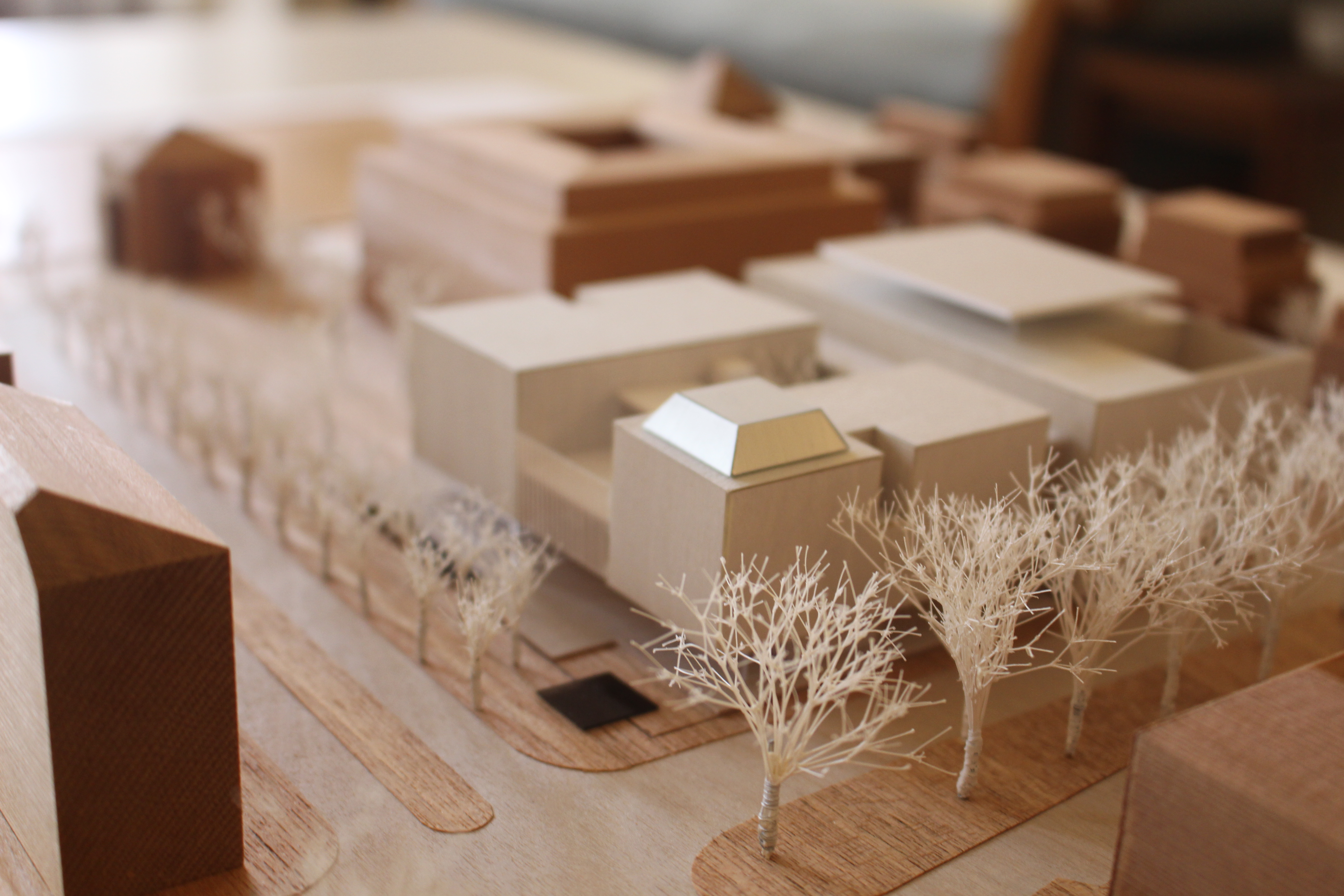
Architekturmodell des Museums Reinhard Ernst (2017)

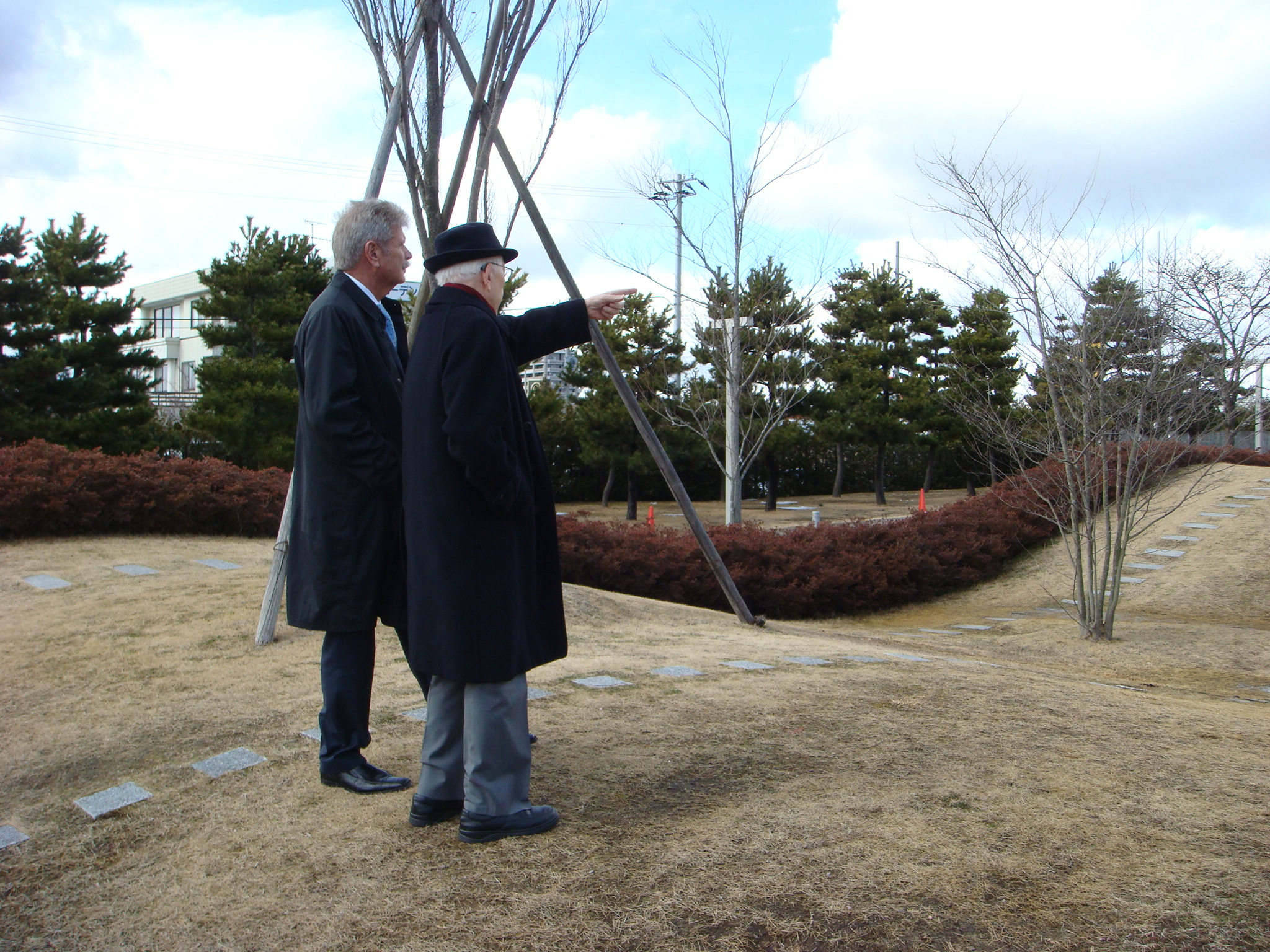
Reinhard Ernst und Fumihiko Maki in Natori, Japan (2012)

Das Museumsgebäude wurde geplant von dem japanischen Architekten Fumihiko Maki. Mit der Umsetzung wurde das Frankfurter Architekturbüro Schneider + Schumacher beauftragt. In seiner äußeren Gestalt nimmt das Museum, von Einheimischen wegen seiner leuchtend weißen Granitverkleidung „Zuckerwürfel“ genannt, die Linien und Kanten der umliegenden Gebäude auf. Ebenso folgt der Bau den Vorgaben der Stadt Wiesbaden, die Grenzbebauung entlang der Wilhelmstraße und Rheinstraße wieder als „Eingang“ zur Wilhelmstraße herzustellen, so, wie vor dem Zweiten Weltkrieg das an dieser Stelle stehende Grand Hotel „Victoria“.
Das Museum besitzt einen rechteckigen Grundriss mit den Außenabmessungen von ca. 46 × 65 Meter. Die Traufhöhe von 20 Metern orientiert sich an der Umgebung. Das Untergeschoss erreicht eine Tiefe von 8,5 Metern. Der Haupteingang für die Besucher des Museums ist fußläufig über eine Freitreppe bzw. barrierefrei über eine Rampe an der Wilhelmstraße erreichbar. Das gesamte Grundstück wird eingefasst durch eine immergrüne Hecke. Das Museum verfügt über Behindertenparkplätze.
Für das Museum schuf Maki and Associates ein dreigeschossiges Gebäude, das sich in die historische Umgebung der Wiesbadener Innenstadt einfügt und dennoch eigenständig und modern ist. Das Erdgeschoss mit dem Eingangsbereich wird von einem vollverglasten, nach oben offenen Atrium geprägt, durch das Tageslicht ungehindert ins Gebäude fällt. Um diesen Innenhof herum sind die vier Quadranten angeordnet, in welche der Bau unterteilt wurde. Diese schlichten, mit weißem Granit verkleideten Baukörper scheinen über dem verglasten Erdgeschoss zu „schweben“. Durch die enge Zusammenarbeit mit den Tragwerksplanern gelang es, ohne Säulen in den Ausstellungsräumen auszukommen und so die großzügigen, miteinander verbundenen Räume zu ermöglichen. Beim Museumsrundgang fällt der unterschiedliche Raumrhythmus auf – jeder Ausstellungsraum ist unterschiedlich hoch und hat unterschiedlich große Flächen – der größte Ausstellungsraum misst rund 340 Quadratmeter, der höchste Raum erreicht eine Höhe von 14 Metern.

## Museum Reinhard Ernst als „Dritter Ort“
Im Unterschied zu „Ersten Orten“ (private Räumlichkeiten) und „Zweiten Orten“ (Arbeitsplatz) umschreibt der „Dritte Ort“ einen öffentlich zugänglichen Raum des Zusammentreffens: Er bietet Menschen die Möglichkeit der Begegnung mit Kunst und Kultur. Einen solchen Ort zu schaffen, der allen zugänglich ist und zur Beschäftigung mit Kunstwerken einlädt – war eine Leitidee des Bauherrn Reinhard Ernst und des Architekten Fumihiko Maki. Ein weiterer Leitgedanke des Stifters ist es, Berührungsängste abzubauen und Kinder und Jugendliche frühzeitig an Kunst heranzuführen, um ihre Kreativität zu fördern.
So ist das Museum an Vormittagen ausschließlich für Schulklassen und Bildungseinrichtungen geöffnet; Kinder und Jugendliche bis zum Alter von 18 Jahren haben freien Eintritt. Das Foyer des Museums steht allen Gästen kostenfrei offen. Ohne ein Museumsticket zu erwerben, können Besucher hier schon unterschiedliche zeitgenössische Kunstwerke sehen, die teilweise eigens für das Museum entstanden sind: z. B. die großformatige Glasarbeit von Katharina Grosse, ein tonnenschweres Kunstwerk mit dem Titel Ein Glas Wasser, bitte, eine leuchtend rot lackierte Skulptur aus vertikalen Leitplanken von Bettina Pousttchi, eine über 6 Meter hohe Bronzeskulptur von Tony Cragg oder eine neue Installation des Wiesbadener Künstlers Karl-Martin Hartmann. Im Innenhof zu sehen ist eine dreiteilige, tonnenschwere Skulptur von Eduardo Chillida. Vom Foyer aus kann man den Museumsshop oder die Museumsgastronomie besuchen. Auch für Vorträge, Konzerte, Lesungen oder private Feiern gibt es einen Raum: Das Maki-Forum, das bis zu 250 Personen fasst. Im Untergeschoss des Museums werden hinterleuchtete Glasarbeiten von Mad C (Claudia Walde) gezeigt. 

## Ausstellungen
- Farbe ist alles! (Sammlungspräsentation): ab der Eröffnung am 23. Juni 2024[9]
- Fumihiko Maki und Maki & Associates: Für eine menschliche Architektur: Sonderausstellung (Retrospektive) ab Eröffnung bis 16. Februar 2025[10]
- 2025: Helen Frankenthaler. Move and Make